# Lecithocera fuscedinella
Lecithocera fuscedinella is een vlinder uit de familie van de Lecithoceridae. De wetenschappelijke naam van de soort is voor het eerst geldig gepubliceerd in 1901 door Snellen.